# 후쿠시마구
후쿠시마구(일본어: 福島区 후쿠시마쿠[*])는 일본 오사카부 오사카시를 구성하는 24개 구 중 하나이다.
주로 주거지이지만 몇몇 사무용 건물과 상업 지구 및 공장, 도매 상점들이 있다. 업무 중심지인 우메다, 도지마와 가깝기 때문에 최근에 많은 고층 건물과 사무용 건물들이 후쿠시마구에 세워졌다. 북쪽에는 요도강, 남쪽에는 도지마강이 있다.

## 역사
도지마의 북쪽에 있는 이 구는 에도 시대에 교외의 농촌이었고 메이지 시대에 대규모 공장, 특히 방직 공장들이 세워졌다. 마쓰시타 전기가 1918년에 후쿠시마구에서 세워졌다. 오늘날에도 많은 인쇄 회사와 자동차 부품 도매업자들이 후쿠시마구에 있다.
제2차 세계 대전 이전에 오사카 대학 병원과 오사카시 중앙 시장이 이곳에 위치했다. 업무 중심지인 우메다와 가까워 2차 대전 후에 많은 사무용 건물들이 JR 후쿠시마역 주변으로 세워졌다. 후쿠시마구의 다른 지역은 공장에서 주거 지구와 상업 지구로 바뀌었다.
최근에 후쿠시마구의 많은 곳에 고층 건물이 세워졌다. 2008년에 옛 오사카 대학 병원 자리가 호타루마치로 재개발되었다.

## 교통

후쿠시마구의 간선교통 지도

### 철도
- 서일본 여객철도
  - 오사카 순환선
    - (← 기타구 오사카역) - 후쿠시마역 - 노다역 - (고노하나구 니시쿠조역 →)

  - JR 도자이선
    - (← 기타구 기타신치역) - 신후쿠시마역 - 에비에역 - (니시요도가와구 미테지마역 →)

- 한신 전기 철도
  - 본선
    - (← 기타구 우메다역) - 후쿠시마역 - 노다역 - 요도가와역 - (요도가와구 히메지마역 →)

- 오사카 메트로
  - 센니치마에선
    - 노다한신역 - 다마가와역 - (니시구 아와자역 →)

### 도로
- 한신 고속도로
- 국도 제2호선